# Embalse de Cervera
El embalse de Cervera (también conocido como embalse de Ruesga) es un embalse situado en la comarca palentina de la Montaña Palentina, en Castilla y León, España. Toma su nombre de Cervera de Pisuerga, el municipio al que pertenece el embalse y de Ruesga, la localidad donde está situado.
Este embalse es el primero construido por el Estado en la cuenca del Duero. Fue inaugurado en 1923, toma sus aguas del río Rivera, afluente del Pisuerga. En sus orígenes, tenía como misión fundamental la de asegurar las aguas del canal de Castilla, tarea luego compartida con otros más modernos.
Con una capacidad de 10 millones de m³ es el más pequeño de todos los embalses de la cuenca, si exceptuamos el embalse del Pontón Alto, destinado exclusivamente a abastecer de agua potable a la ciudad de Segovia.
La presa de Cervera es de gravedad en planta curva, tiene una altura de poco más de 30 m sobre el cauce del río y mide 130 m de largo. Sometida en los últimos años a diversas reparaciones para mejorar su seguridad, resulta especialmente atractiva cuando vierte el agua sobrante a través de un túnel excavado en la roca. Durante su construcción se utilizaron unos 40.000 m³ de hormigón.

## Alrededores

### Pueblos
El río que le abastece, el río Rivera, desemboca en este embalse, antes de discurrir por el Valle Estrecho, denominación del valle desde su nacimiento (Fuente Deshondonada). En la misma cola de pantano se asienta Ventanilla, pequeña y antigua localidad que fue una antigua venta de carreteros y ganaderos que hacían trueque por vino y otros productos con los pueblos de Tierra de Campos.
En la orilla de este embalse se encuentra situado el Parador Nacional de Fuentes Carrionas, ofreciendo al morador unas extraordinarias vistas de las montañas de Peña Almonga y Peña Redonda y del agua siempre cristalina que, por estar casi siempre lleno, se asemeja a un lago natural y está plenamente integrado en el paisaje del norte palentino.

### Fauna
La región es un refugio y reserva de numerosas, y a veces abundantes, especies animales: corzos, ciervos, ginetas, ardillas, gatos monteses, jabalíes y lobos. 

### Flora
En los alrededores hay bosques con robledales, hayedos, brezales y pastizales alpinos típicos de la Montaña Palentina; todo el contorno del embalse está rodeado de vegetación y pequeñas playitas donde instalarse. 

### Ruta turística
- Ruta de los Pantanos

## Instalaciones
En sus aguas están permitidos casi todos los deportes náuticos, así como el baño público, excepto los relacionados con la navegación a motor. Hay una zona con servicios, barbacoas, duchas, alquiler de pedaletas y piraguas.
A la derecha del embalse según se mira el muro de contención, es una zona tolerada para el naturismo/nudismo, es tranquila y apenas transitada por lo que no habrá mayores problemas para su práctica. Además existe un pequeño manantial escondido entre arbustos.
Es un pequeño embalse, pero uno de los más visitados al contar con una playa y zona de acampada controlada.

## Descripción técnica

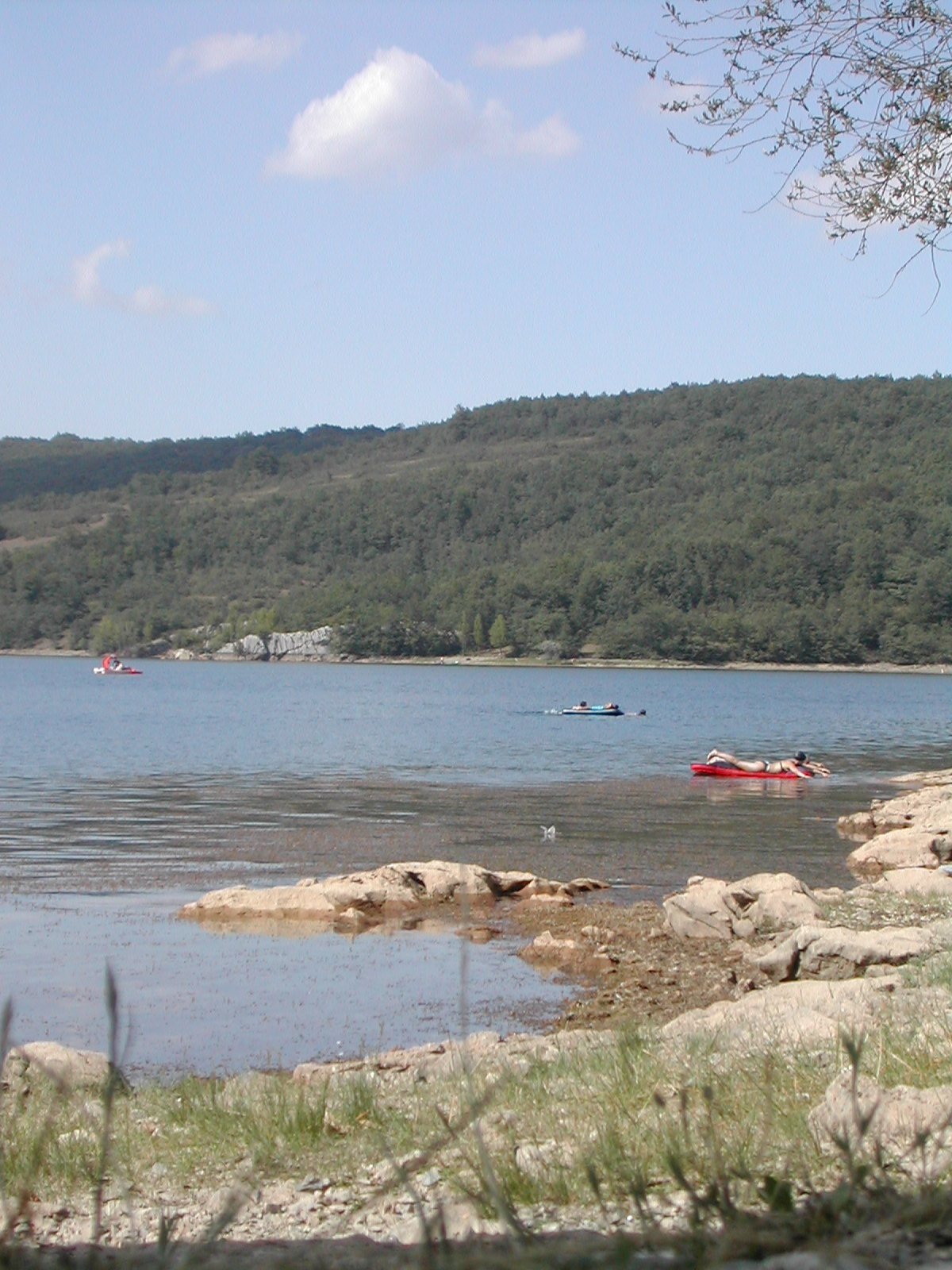
Vista del embalse.

### Características de la presa
- Término municipal: Cervera de Pisuerga (Palencia)
- Propietario: Estado
- Año de puesta en servicio: 1923
- Tipo de presa: gravedad en planta curva
- Espesor en coronación: 5 m
- Altura sobre cimientos: 36,50 m
- Altura sobre el cauce: 30,50 m
- Cota de coronación: 1042,50 m s. n. m.
- Longitud en coronación: 130 m
- Longitud de las galerías internas: 454 m
- Hormigón utilizado para el cuerpo de la presa: 40 000 m³
- Número de aliviaderos: 1 de labio fijo
- Número de desagües: 1 de fondo y 2 intermedios
- Capacidad máxima de los desagües: 45,1 m³/s
- Proyectista: Francisco Panella Miota
- Empresa constructora: Estado

### Características del embalse
- Río: Rivera
- Superficie de la cuenca: 54 km²
- Capacidad del embalse: 10 hm³
- Superficie del embalse: 91 ha
- Cota de máximo embalse normal: 1041,60 m s. n. m.
- Longitud de costa: 11,2 km
- Precipitación media anual: 1094 mm
- Zona regable: 15 ha
- Usos: para abastecimiento, riego y producción eléctrica.
- Términos municipales afectados: Cervera de Pisuerga.

### Datos de agua embalsada
| Fecha (DD/MM/AAAA) | Agua embalsada | Variación semana anterior | Agua embalsada (año anterior) | Agua embalsada (Media X años)    |
| 05/12/2006         | 2 hm³ (18,18%) | -2 hm³ (-18,18%)          | 1 hm³ (9,09%) (2005)          | 2 hm³ (18,18%) (media de 7 años) |
| 16/01/2007         | 2 hm³ (18,18%) | 0 hm³ (0,00%)             | 2 hm³ (18,18%) (2006)         | 2 hm³ (26,18%) (media de 8 años) |
| 10/04/2007         | 9 hm³ (81,82%) | 2 hm³ (18,18%)            | 9 hm³ (81,82%) (2006)         | 8 hm³ (80,73%) (media de 8 años) |